# 普久原明
普久原 明（ふくはら あきら、1958年8月11日 -）は、日本の俳優。58Production代表、劇団公設市場主宰、笑築過激団3代目団長。沖縄俳優協会で副会長を務めていたこともある。
地元沖縄での人気は高い。

## 略歴
1958年8月11日、沖縄県那覇市に生まれる。
東洋美術学校を終了後は広告代理店でグラフィックデザイナーとして働いていた。
1990年代に「笑築過激団」に所属し、「フーチバー親方」（新垣正弘）とコンビを組み、「ゴーヤージラー」として活躍する。
2013年、自らが代表となる劇団公設市場を旗揚げする。
ダーツ（ハードダーツ）を趣味としており、沖縄県大会シングルス・ダブルスで優勝したこともある。
配偶者：普久原 静香 (58production )

## 主な出演作

### テレビ出演
レギュラー出演、重要な役柄のみを記載する。
琉球放送
- 「お笑いポーポー」
- 「でぇーじお笑いポーポー」
- 「笑いのてんぶす」
- 「パラダイス」司会
- 「琉神マブヤー3」オジー役
- 「琉神マブヤー1972レジェンド」オジー役
- 「琉神マブヤー4」オジー役
- 「琉神マブヤー5」オジー役

沖縄テレビ放送
- 「水曜郷土劇場」司会
- 「オバー自慢の爆弾鍋」紅壱 役

その他
- オリオンビール55周年記念特番「黄金三ツ星」（主役：具志堅宗精役）（沖縄テレビ放送）
- 「琉球の風 (NHK大河ドラマ)|」 ショー・コスギの演じた震天風の吹き替え

### ラジオ出演
- 「ユーイングナイト」レギュラー＜FM沖縄＞
- 「沖縄ラティーナ」司会＜琉球放送＞ 他多数

### 映画出演
- 「涙そうそう」
- 「旅立ちの島唄〜十五の春〜」[1]
- 「シェル・コレクター」方言指導、弓場宗治 役
- 「洗骨」（2019年）宮城先生 役

### テレビCM
- 遍照寺沖縄市桃原霊苑かなさ 「登川誠仁 ハワイやっさぁ」篇 - 登川誠仁との掛け合い、「ハワイやっさー」の台詞が話題となる[3]。

## 賞歴
- 「お笑いニューウェイブ」準優勝／RBC特別番組
- 沖縄タイムス社「芸術選賞／演劇映像部門奨励賞」1997年度 ( 32回 )
- 沖縄タイムス社「芸術選賞／演劇映像部門大賞」2012年 ( 第47回 )